# رئیس ستاد کل روسیه
رئیس ستاد کل روسیه (روسی: Начальник Генерального штаба) ارشدترین جایگاه نظامی در مجموعه نیروهای مسلح روسیه است که ریاست ستاد کل نیروهای مسلح فدراسیون روسیه را برعهده دارد. این جایگاه در سال ۱۸۱۲، تشکیل شد و از سال ۲۰۱۲ نیز ارتشبد والری گراسیموف، ریاست ستاد کل روسیه را برعهده دارد.